# Pseudoaugeneriella unirama
Pseudoaugeneriella unirama är en ringmaskart som beskrevs av Fitzhugh 1998. Pseudoaugeneriella unirama ingår i släktet Pseudoaugeneriella och familjen Sabellidae. Inga underarter finns listade i Catalogue of Life.